# Adhemarius ganascus
Adhemarius ganascus är en fjärilsart som beskrevs av Walker 1856. Adhemarius ganascus ingår i släktet Adhemarius och familjen svärmare. Inga underarter finns listade i Catalogue of Life.